# Zbigniew Brym

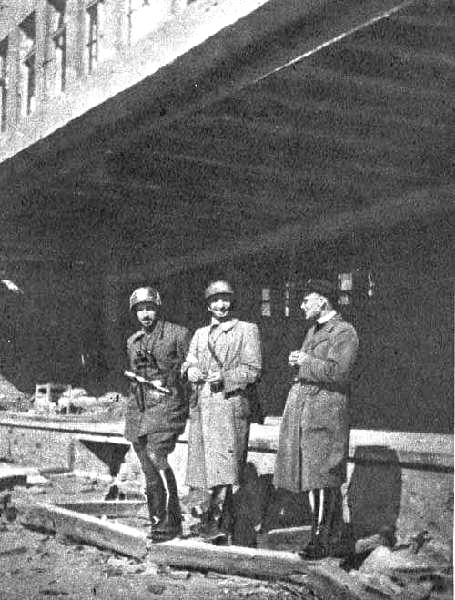
Srov. Zbigniew Brym "Zdunin", odd. „Piotr“ a kaplan kněz kapitán Antoni Czajkowski „Badur“ z 3. roty por. „Zdunina“ ze skupiny Chrobry II na Poštovní stanici koncem srpna 1944

Zbigniew Brym pseudonym Zdunin (1. února 1919 ve Varšavě – 1. prosince 2006 tamtéž) byl plukovník polské armády, fotograf a novinář.

## Životopis
Absolvent Sapper Cadet School v Modlinu. Účastník obranné války - bojoval jako voják Samostatné operační skupiny "Polesie" gen. Kleeberg. Velitel jedné z rot TAP, zástupce velitele jednotky sapér ZWZ. Ve Varšavském povstání velitel 3. roty skupiny Chrobry II. Od 7. září 1944 - podporučík. Je autorem dokumentárních fotografií z období povstání. Poté skončil jako válečný zajatec v Gross-Born oflag. Byl jedním z lidí spolupracujících v Čestné radě pro výstavbu Muzea varšavského povstání.
V povstání, na cestě ke shromáždění 3. roty, jeho bratr z čety Mieczysław Brym (pseud. "Tolimierz").

## Pokus o připomenutí
V březnu 2014 někteří radní hlavního města Warszawy požádal o pojmenování kruhového objezdu na křižovatce Aleje Jerozolimskie a spol. Jana Pavla II., na Hlavním nádraží. Většina však hlasovala pro pojmenování kruhového objezdu po komediálním seriálu Czterdziestolatek.

## Některé publikace
- Żelazna Reduta (Železná Reduta)
- Grochem o ścianę. Zbiór pism – artykułów z lat 1946-2002 (Hrachem proti zdi. Sborník periodik - články z let 1946-2002)

## Galerie

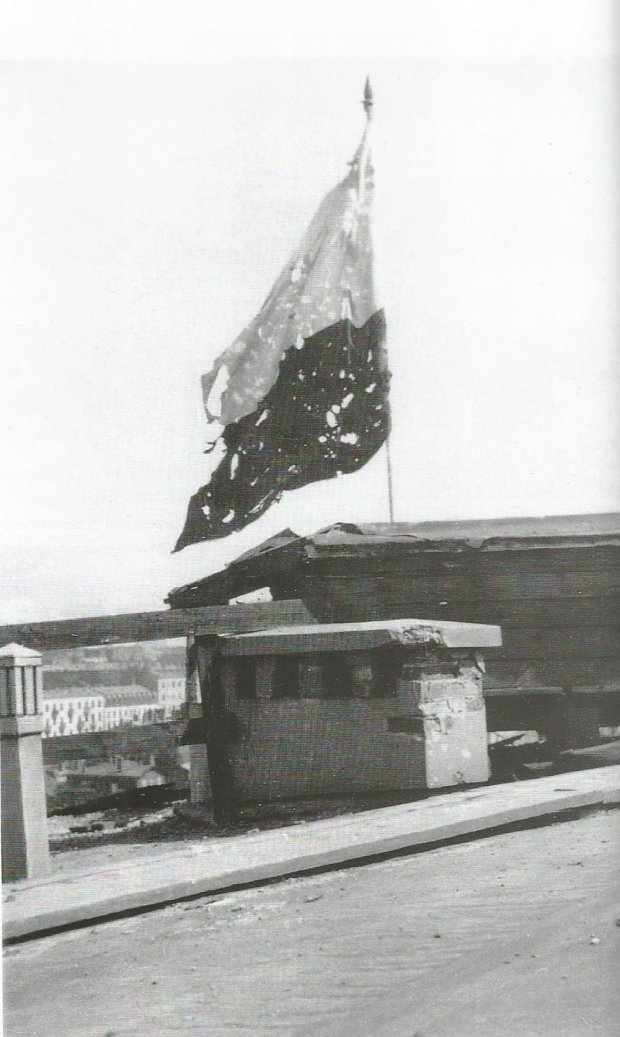
Zbigniew Brym: Vlajka na poštovním náměstí (na rohu ulic Żelazna a Chmielna v posledních dnech Varšavského povstání
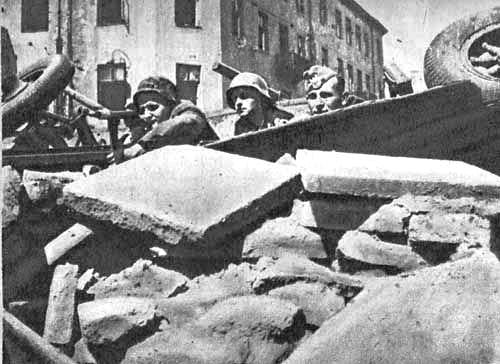
Stolica
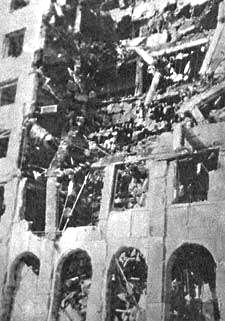
Stolica